# Trophotylenchulus mangenoti
Trophotylenchulus mangenoti är en rundmaskart. Trophotylenchulus mangenoti ingår i släktet Trophotylenchulus och familjen Tylenchulidae. Inga underarter finns listade i Catalogue of Life.